# NGC 79
NGC 79 (również PGC 1340) – galaktyka eliptyczna (E-S0), znajdująca się w gwiazdozbiorze Andromedy. Odkrył ją Guillaume Bigourdan 14 listopada 1884 roku.